# Takatsukasa Tadafuyu
Takatsukasa Tadafuyu (鷹司 忠冬 1509 – 1546?) fue un kuge (cortesano) que actuó de regente a finales de la era Muromachi. Fue hijo del regente Takatsukasa Kanesuke.
Ocupó la posición de kanpaku del Emperador Go-Nara entre 1542 y 1545.
La sucesión de la familia Takatsukasa estuvo suspendida después de su muerte hasta que Takatsukasa Nobufusa, hijo adoptivo de Tadafuyu, lo continuara.